# Trupan oblokrilac
Trupan oblokrilac (lat. Carcharhinus longimanus) je vrsta morskog psa iz porodice kučaka (Carcharhinidae). Nekada je pripisivan rodovima Carcharias, Pterolamiops i Squalus.

## Opis
Vretenastog je i izduženog tijela. Peraje su mu velike i oble s bijelim vrhovima. Naraste maksimalno do 400 centimetara i može težiti do 150 kilograma, ali mu je najčešća dužina 270 cm. Potencijalno je opasan za ljude.

## Rasprostranjenost
Živi u suptropskim vodama sva tri oceana, rijedak je gost Jadrana. Živi najčešće uz površinu vode pa do dubine od 150 metara, ali može zaroniti do 230 m dubine. Često je u pratnji skušaca (pratibroda; Naucrates ductor), ribe koštunjače koja se hrani parazitima s kože morskih pasa, a za uzvrat uživa njegovu zaštitu.

## Ugroženost i zaštita
Česta je posredna i neposredna žrtva izlova. Izlovljava ih se zbog peraje, a ponekad i zbog mesa, ulja ili kože. Iako je ova vrsta povijesno bila jedan od najčešćih morskih pasa u svjetskim tropskim morima, kroz posljednje tri generacije (61 godina) broj jedinki na globalnoj razini drastično opada (>80%) i u ponekim je regijama postala rijetka. Nalazi se na crvenom popisu IUCN-a kao kritično ugrožena vrsta.

## Sinonimi
- Carcharhinus maou (Lesson, 1831)
- Carcharias insularum Snyder, 1904
- Carcharias longimanus (Poey, 1861)
- Carcharias obtusus Garman, 1881
- Pterolamiops budkeri Fourmanoir, 1961
- Pterolamiops longimanus (Poey, 1861)
- Pterolamiops magnipinnis Smith, 1958
- Squalus longimanus Poey, 1861
- Squalus maou Lesson, 1831